# ホーラス・エングダール
ホーラス・エングダール（Horace Engdahl、1948年12月30日 - ）は、スウェーデンの文学者。オーフス大学で北欧文学の非常勤教授を務める。1997年にスウェーデン・アカデミーの会員（席次17）に選出され、1999年から2009年まで事務局長を務めた。

## 経歴

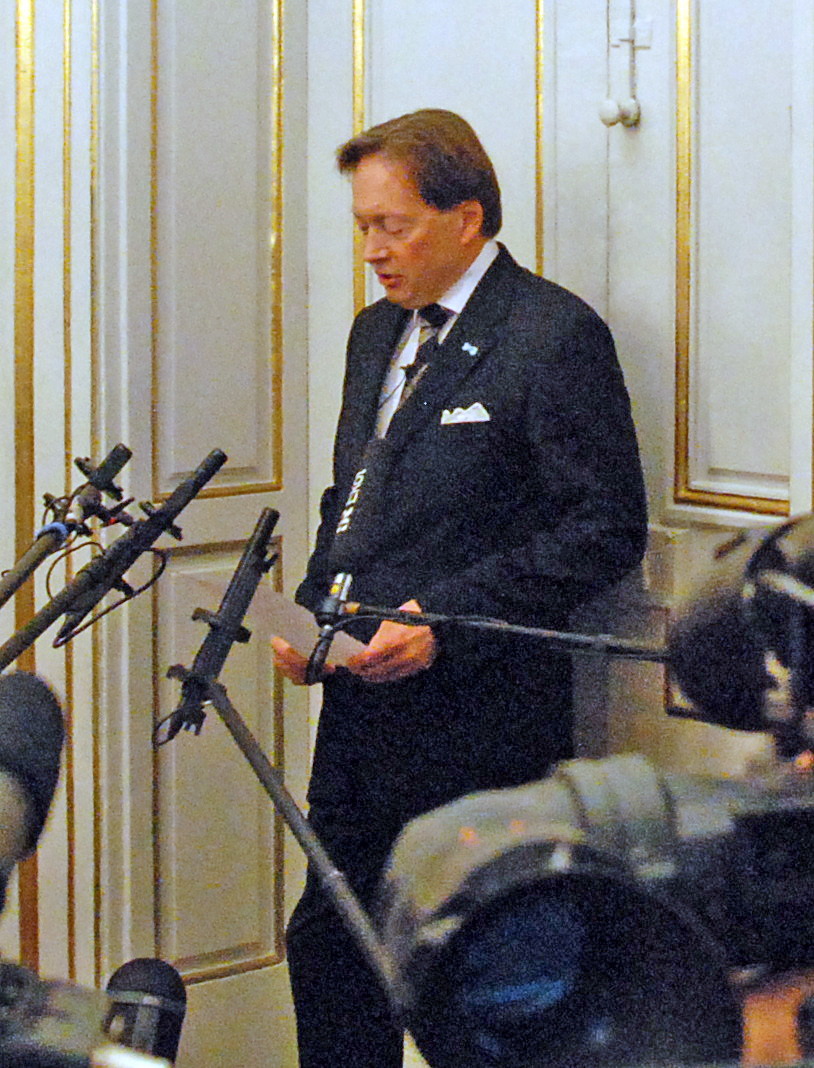
ジャン＝マリ・ギュスターヴ・ル・クレジオが2008年のノーベル文学賞受賞者に決まったと発表するエングダール

カールスクルーナに軍人の子として生まれる。1970年ストックホルム大学卒業。文芸評論家としてダーゲンス・ニュヘテル紙上で文芸批評を行い、翻訳家としてドイツのハインリヒ・フォン・クライストの作品を翻訳した。スウェーデンにおけるロマン主義の研究により、1987年に同大学から文学の博士号を取得。スウェーデン語のほか、英語、ドイツ語、フランス語、ロシア語を流暢に話すマルチリンガルである。

## 論争
第二次世界大戦以後、アメリカのノーベル文学賞受賞者が少ないことに触れ、「ヨーロッパは依然として文学界の中心である。米国はあまりにも孤立し、あまりにも隔離されている。彼らの本は十分に翻訳されておらず、文学の大きな対話に実際に参加していない。」と表明したことにより、アメリカ国内で議論を巻き起こした。
2017年に、スウェーデン・アカデミー会員であるカタリーナ・フロステンソンの夫のジャン＝クロード・アルノーがセクハラ行為をしていたことが報道され、これをきっかけにアカデミーの利益相反行為や、受賞者を事前に外部に漏洩していた問題など様々な不祥事が明るみとなり、2018年の発表が延期される事態となった。
エングダールは青年時代からアルノーの親友であり、不祥事が発覚した後も彼を一貫して擁護し続け、コンプライアンスの徹底など、アカデミーの改革や透明化を求める事務局長経験者のペーテル・エングルンドやサラ・ダニウスを批判した。